# Грамадище (Сърбци)
Грамадище (на македонска литературна норма: Грамадиште) е антично селище в областта Гяваткол, Северна Македония.

## Местоположение
Намира се в Цапарското поле, на 1 km южно от селото Сърбци.

## Описание
Представлява селище от римско време. Открити са останките от светилище, посветено на Серапис. При сондажно проучване в 1971 година са открити бронзови статуи на Серапис, Фортуна, Изида Фортуна и Херакъл, както и монети. В частен двор се пазят няколко мраморни сполии, сред които мраморен олтар със старогръцки надпис, доста повреден.
Има предположение, че това е античният град Микея – спирка на Виа Егнация.
Находките се съхраняват в селото и в Института и музей в Битоля.